# Кинтанилья, Алонсо де
Алонсо де Кинтанилья (исп. Alonso de Quintanilla), или Альфонсо Альварес де Кинтанилья (исп. Alfonso Álvarez de Quintanilla, Падерне, Крусес, Овьедо, ок. 1420 — Медина дель Кампо, 1500) — испанский политик и государственный деятель второй половины XV века. Вся его жизнь была связана со двором королей Кастилии, начиная с Иоанна II Кастильского и заканчивая Генрихом IV Кастильским и, особенно, с католическими королями.

## Ранние годы
Алонсо де Кинтанилья был сыном богатого крестьянина Луиса Альвареса де Падерни и Оросии Альвареса де Кинтанилья. По мнению некоторых биографов, он, скорее всего, прошел обучение в бенедиктинском монастыре Сан-Висенте-де-Овьедо, поскольку это был единственный образовательный центр, существовавший тогда в Астурии.
Вероятно, что его первый контакт со двором произошел в качестве слуги Хуана Пачеко, маркиза Вильены. Позже он поступил ко двору Хуана II Кастильского, где ему было поручено воспитание принца Энрике. Сделал придворную карьеру во время царствования Генриха IV: в документе 1453 года он уже упоминался как «доверенный короля» на официальной церемонии, состоявшейся в Медине дель Кампо. В 1460 г. он был назначен «слугой, гвардейцем и военным вассалом» короля, а с 1462 по 1464 г. ведал королевскими финансами. Часто выступает в качестве кредитора или финансового гаранта при анархическом дворе Генриха IV.

## Участие на стороне Конфедерации
Когда разразился кризис, Кинтанилья присоединился к партии инфанта Альфонсо, претендента на трон Кастилии. Уже в ноябре 1464 года он входил в состав делегации, встретившейся с королем с намерением признать младенца наследником в ущерб Хуане Кастильской. Он присутствовал на фарсе в Авиле в июне 1465 года, участвуя в низложении короля и коронации инфанта, которого он сопровождал при взятии Ольмедо  и в его набегах на земли Вальядолида и Паленсии. Претендент на престол назначил Кинтанилью членом своего совета, главным бухгалтером счетов (должность, которую он занимал до 1494 года), главным нотариусом отдела привилегий и подтверждений, мэром Аделантамьенто-де-Кастилья и «исполнителем счетов против неплательщиков налогов», ответственным за работу  монетного двора Медина-дель-Кампо.

## На службе принцессы Изабеллы

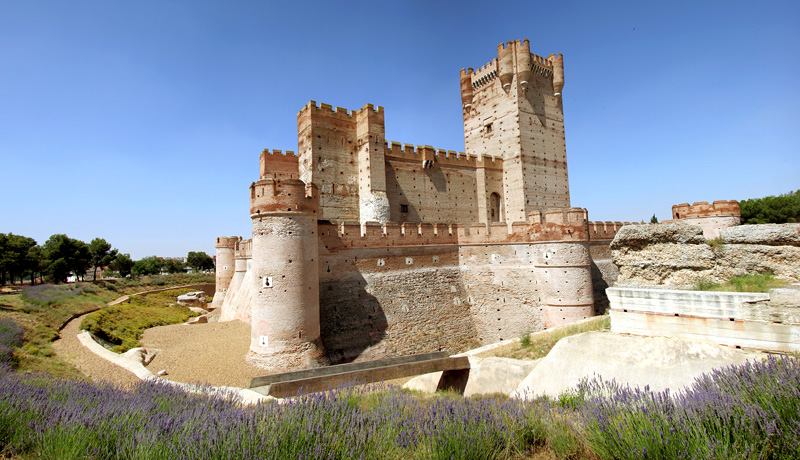
Панорамный вид на замок Ла Мота в Медине дель Кампо

Когда дон Альфонсо умер (1468 г.), Кинтанилья вернулся в подчинение Энрике IV, перейдя на службу к принцессе Изабелле, позже Изабелле Кастильской, в сентябре 1469 г. ставшей наследницей кастильской короны (Королевство Кастилия и Леон) по Договору Быков в Гизандо. Изабелла назначила Кинтанилью своим главным бухгалтером, от ее имени он вступил во владение замком Ла Мота. Между 1471 и 1473 годами, потратив большие суммы собственных денег, ему также удалось передать во владение прицессы виллы Сепульведы, Агреда и Аранда де Дуэро. Кинтанилья полностью посвятил себя защите интересов принцессы, активно участвуя в придворных интригах, направленных главным образом против маркиза Вильены, фаворита Энрике. Благодаря своему дипломатическому мастерству и огромным деньгам из собственного кармана, потраченным на войска и взятки, ему удалось добиться в 1473 году вступления Изабеллы в Сеговию в сопровождении кардинала Толедо Алонсо Каррильо. В 1474 году от имени Изабеллы он захватил Тордесильяс, город, который оставался под его управлением до 1476 года и в котором он владел домами, землей и различными доходами, из которых он сформировал поместье, оставленное старшей из его дочери, донье Инес.

## При дворе католических королей
Кинтанилья принял участие в организации церемонии провозглашения Изабеллы королевой Кастилии 13 декабря 1474 года в Сеговии. В феврале 1475 года, учитывая серьёзное положение, вызванное сторонниками Хуаны де Кастилья, короли Изабелла и Фердинанд назначили его смотрителем замка Ла Мота. Когда разразилась война с Португалией, Кинтанилья получил приказ вернуть город Аревало, где португальский король Альфонсо разбил свой лагерь. И снова Кинтанилья действовал здесь скорее как опытный переговорщик, чем как воин, заплатив коменданту города 80 000 мараведи, частично из своих собственных средств, а частично полученных от залога ожерелья Изабеллы.
Учитывая скудность экономических ресурсов Изабеллы и Фердинанда, усугубленную военными расходами, Кинтанилья предложил королям обратиться за деньгами к церкви и магнатам, что и было сделано в кортесах Медины-дель-Кампо, где кастильское духовенство согласилось предоставить половину серебра церквей на сумму 30 миллионов мараведи с погашением через три года; денег дали и местные магнаты, выступавшие на стороне Изабеллы, что сделало возможным формирование армии и захват Торо, что в конечном счете привело к окончанию конфликта, хотя он еще продолжался несколько месяцев в Эстремадуре, где Кинтанилья участвовал в сдаче Канделеды.

### Восстановление Святого Братства
По требованию кортесов, состоявшихся в 1475 году в Мадригале,  вместе с Хуаном де Ортегой участвовал в восстановлении Святого Братства,  отвечающего за общественный порядок в сельской местности.  Вступил в Братство в качестве казначея его совета. На заседании кортесов, состоявшемся в марте 1476 года в церкви Санта-Мария-де-Дуэньяс, Кинтанилья предложил военную регистрацию, которую он взял бы на себя. Состоялся подсчет населения Кастилии, знаменитая «Перепись Кинтанильи», в связи с которой имя Кантанильи чаще всего упоминается в истории.
В 1480 году Кантанилья вложил значительную часть своих активов в завоевание Канарских островов, за что корона предоставила ему значительные привилегии, включая пятую часть рабов, жира, кожи и другого имущества, добытого в ходе завоевания. Однако эти средства Кантанилья получал не регулярно. Согласно записям 1483 года, с конца правления Генриха IV  Корона задолжала ему 3 288 000 мараведи за счет ссуд, предоставленных Короне, неполученных льгот и невозвращенных взносов. Одним из них было драгоценное колье, которое Изабель заложила, а Кинтанилья выкупил, чтобы королева могла продемонстрировать его на празднике.

### «Перепись Кинтанильи» и взятие Гранады
При завоевании Гранады в качестве члена совета Братства Кантанилья вместе с Хуаном де Ортегой руководил набором десяти тысяч солдат, выставленных от Братства Кастилии. Отвечал за тыловое обеспечение армии и снабжение войск. Документ, хранящийся в архиве Симанкаса, подтверждает  что именно Кантанилья организовал проведение переписи, которая через год после взятия Гранады позволила создать постоянную армию.

## Кончина
Кантанилья всегда отказывался от дворянских титулов. Уже будучи стариком, в конце 1494 года он подал в отставку со всех своих должностей, удалившись в Медину-дель-Кампо, где в 1497 году создал поместье для своего первенца, командора Дона Луиса.
Сохранились две речи Алонсо де Кинтанилья: одна произнесена в кортесах Дуэньяса, а другая по случаю Приказа о воинском учете.